# ウィリー・ガルシア
ウィリー・カミリオ・ガルシア・アルチボル（Willy Camilo García Archivol, 1992年9月4日 - ）は、ドミニカ共和国サントドミンゴ出身のプロ野球選手（外野手）。右投右打。カナダのセミプロリーグであるインターカウンティ・ベースボールリーグのバリー・ベイキャッツ所属。愛称はエル・プチ（El Puchi）。

## 経歴

### プロ入りとパイレーツ傘下時代
2010年にピッツバーグ・パイレーツと契約してプロ入り。契約後、傘下のルーキー級ドミニカン・サマーリーグ・パイレーツでプレーし、51試合に出場して打率.250・1本塁打・22打点・8盗塁の成績を残した。
2011年はルーキー級ガルフ・コーストリーグ・パイレーツとA-級ステート・カレッジ・スパイクスでプレーし、2球団合計で50試合に出場して打率.266、5本塁打、35打点、7盗塁の成績を残した。
2012年はA級ウェストバージニア・パワーでプレーし、122試合に出場して打率.240、18本塁打、77打点、10盗塁の成績を残した。
2013年はA+級ブレイデントン・マローダーズでプレーし、118試合に出場して打率.256、16本塁打・60打点・13盗塁の成績を残した。
2014年はAA級アルトゥーナ・カーブでプレーし、126試合に出場して打率.271・18本塁打・63打点・8盗塁の成績を残した。オフの11月20日に40人枠入りした。
2015年はAA級アルトゥーナとAAA級インディアナポリス・インディアンスでプレーし、2球団合計で102試合に出場して打率.382、10本塁打、62打点、8盗塁の成績を残した。
2016年はAAA級インディアナポリスでプレーし、129試合に出場して打率.245・6本塁打・43打点・5盗塁の成績を残した。オフの12月31日にDFAとなった。

### ホワイトソックス時代
2017年1月6日にウェイバー公示を経てシカゴ・ホワイトソックスへ移籍した。開幕は傘下のAAA級シャーロット・ナイツで迎え、4月14日にメジャー初昇格を果たした。同日のミネソタ・ツインズ戦にて「7番・左翼手」で先発出場してメジャーデビュー（結果は4打数無安打）。この年メジャーでは44試合に出場して打率.238、2本塁打、12打点の成績を残した。
2018年3月9日に自由契約となった。

### 独立リーグ時代
2019年2月11日に独立リーグであるアメリカン・アソシエーションのウィニペグ・ゴールドアイズと契約した。シーズン開幕前にブラジルで開催されたリマパンアメリカン競技大会野球予選のドミニカ共和国代表に選出された。シーズン中の7月にペルーのリマで開催されたリマパンアメリカン競技大会本戦の野球ドミニカ共和国代表に選出された。この年は86試合に出場し、打率.310、17本塁打、73打点を記録した。
2021年3月24日にフロンティアリーグのシャンバーグ・ブーマーズにトレード移籍した。6月18日にフロンティアリーグのトリシティ・バレーキャッツにトレード移籍した。この年は2球団合計で66試合に出場し、打率.277、7本塁打、29打点を記録した。
2022年もフロンティアリーグのトリシティと契約し、34試合に出場して打率.305、6本塁打、24打点を記録していたが、7月4日にアトランティックリーグのハイポイント・ロッカーズにトレード移籍した。しかしハイポイントでは試合出場の機会はなかった。
2023年はフロンティアリーグのニュージャージー・ジャッカルズと契約したが、この年も試合出場の機会はなかった。
2024年2月17日にアトランティックリーグのチャールストン・ダーティーバーズと契約した。ここでは22試合に出場して打率.169、2本塁打、12打点という結果に終わり、8月17日に自由契約となった。
2024年11月5日にカナダのセミプロリーグであるインターカウンティ・ベースボールリーグのバリー・ベイキャッツと契約を結んだ。

## 詳細情報

### 年度別打撃成績
| 年 度    | 球 団    | 試 合 | 打 席 | 打 数 | 得 点 | 安 打 | 二 塁 打 | 三 塁 打 | 本 塁 打 | 塁 打 | 打 点 | 盗 塁 | 盗 塁 死 | 犠 打 | 犠 飛 | 四 球 | 敬 遠 | 死 球 | 三 振 | 併 殺 打 | 打 率 | 出 塁 率 | 長 打 率 | O P S |
| -------- | -------- | ----- | ----- | ----- | ----- | ----- | -------- | -------- | -------- | ----- | ----- | ----- | -------- | ----- | ----- | ----- | ----- | ----- | ----- | -------- | ----- | -------- | -------- | ----- |
| 2017     | CWS      | 44    | 119   | 105   | 15    | 25    | 5        | 3        | 2        | 42    | 12    | 0     | 0        | 1     | 2     | 11    | 0     | 0     | 31    | 2        | .238  | .350     | .400     | .705  |
| MLB：1年 | MLB：1年 | 44    | 119   | 105   | 15    | 25    | 5        | 3        | 2        | 42    | 12    | 0     | 0        | 1     | 2     | 11    | 0     | 0     | 31    | 2        | .238  | .350     | .400     | .705  |

- 2018年度シーズン終了時

### 年度別守備成績
| 年 度 | 球 団 | 中堅（CF） | 中堅（CF） | 中堅（CF） | 中堅（CF） | 中堅（CF） | 中堅（CF） | 左翼（LF） | 左翼（LF） | 左翼（LF） | 左翼（LF） | 左翼（LF） | 左翼（LF） | 右翼（RF） | 右翼（RF） | 右翼（RF） | 右翼（RF） | 右翼（RF） | 右翼（RF） |
| 年 度 | 球 団 | 試 合      | 刺 殺      | 補 殺      | 失 策      | 併 殺      | 守 備 率   | 試 合      | 刺 殺      | 補 殺      | 失 策      | 併 殺      | 守 備 率   | 試 合      | 刺 殺      | 補 殺      | 失 策      | 併 殺      | 守 備 率   |
| ----- | ----- | ---------- | ---------- | ---------- | ---------- | ---------- | ---------- | ---------- | ---------- | ---------- | ---------- | ---------- | ---------- | ---------- | ---------- | ---------- | ---------- | ---------- | ---------- |
| 2017  | CWS   | 11         | 25         | 0          | 2          | 0          | .926       | 13         | 17         | 0          | 0          | 0          | 1.000      | 17         | 25         | 0          | 0          | 0          | 1.000      |
| 通算  | 通算  | 11         | 25         | 0          | 2          | 0          | .926       | 13         | 17         | 0          | 0          | 0          | 1.000      | 17         | 25         | 0          | 0          | 0          | 1.000      |

- 2018年度シーズン終了時

### 背番号
- 61（2017年）

### 代表歴
- 2019年パンアメリカン競技大会野球予選ドミニカ共和国代表
- 2019年パンアメリカン競技大会野球ドミニカ共和国代表